# Yakovlev Yak-25
Le Yakovlev Yak-25 (en russe : « Яковлев Як-25 ») est un avion d'interception soviétique. Il a été désigné par l'OTAN « Flashlight-A » et « Mandrake ».

## Conception et développement
Le Yak-25 naquit du besoin d'un intercepteur à longue distance pour protéger le territoire nord et est de l'URSS. Le 6 août 1951, Joseph Staline signa le cahier des charges relatif à un chasseur biplace, bimoteur à réaction et un avion de reconnaissance dérivé. L'appareil devait utiliser le turboréacteur Mikouline AM-5. Le premier prototype, le Yak-120, vola le 19 juin 1952.
Le nouvel appareil était doté de turboréacteurs installés en nacelles sous les ailes, et d'un train d'atterrissage de type « monotrace », avec une roulette simple à l'avant et un diabolo à l'arrière en tandem sous le fuselage, complétés par deux roulettes d'équilibrage sous les extrémités des ailes. Cette disposition permettait de laisser de la place pour un deuxième membre d'équipage et une quantité substantielle de carburant, donnant une autonomie (avec réservoir externe) d'environ 2 560 km. L'imposant nez de l'avion contenait le radôme pour le radar d'interception air-air. L'armement était constitué de deux canons NL-37L de 37 mm approvisionnés à raison de 50 obus chacun.
En dépit de quelques problèmes importants, l'avion reçut l'autorisation de production en 1953, et les premiers exemplaires furent produits en 1954. Les premiers appareils, désignés Yak-25, furent livrés l'année suivante, bien qu'ils n'étaient pas encore opérationnels, en raison de problèmes avec le radar RP-6 Sokol (code OTAN : « Scan Three »). En conséquence, les premiers appareils utilisèrent une version modifiée du radar télémétrique RP-1D Izumrud (code OTAN : « High Fix ») à la place. Lorsque le radar Sokol fut enfin disponible, les appareils alors rééquipés reçurent la désignation de Yak-25M, avec des livraisons démarrant dès janvier 1955. Le Yak-25M reçut de nombreuses autres améliorations, comme des amortisseurs de recul pour les canons, des moteurs AM-5A améliorés (avec la même poussée), et une légère augmentation de la capacité en carburant. Des vols de surveillance et d'espionnage menés par la RAF en octobre 1956 indiquèrent que le Yak-25M était entré en service, mais que la détection d'altitude par des radars terrestres était peu performante, et donc que l'interception était inefficace au-dessus de 35 000 pieds (11 300 m). En 1955 et 1956, plusieurs Yak-25M furent réaménagés en bancs d'essais volants pour missiles air-air.
Une version de reconnaissance dérivée du Yak-25, le Yak-25RV (du russe : « Pазведчик Высотный », « Razvedchick Vysotnyj », « Haute altitude, Espionnage ») fut développée en 1959. Désigné par l'OTAN « Mandrake », it était doté d'une nouvelle aile droite, d'une envergure de 23,4 m, soit plus du double de celle de la version d'interception Yak-25M, avec une surface alaire totale de 55 m2. Des packs de capteurs et de caméras furent ajoutés dans le fuselage, et il se pourrait que certaines versions aient conservé un des deux canons.
Malgré sa charge alaire faible, les performances en altitude du « Mandrake » étaient tout-au-plus très moyennes, avec des problèmes moteurs considérables à haute-altitude, des vibrations excessives, et un équipement trop primitif, qui imposait aux équipages de lourdes charges de travail. La force aérienne soviétique conserva néanmoins le Yak-25RV en service jusqu'en 1974. Un petit nombre de ces appareils furent utilisés à la fin des années 1970 pour la surveillance de contamination radioactive, avec des capteurs spécialisés. Ils furent désignés Yak-25RRV. En 1971, des efforts pour développer le « Mandrake » en un intercepteur à haute altitude (Yak-25PA) s'avérèrent infructueux.
Le dérivé Yak-26 fut développé en tant que bombardier, mais fut construit à seulement neuf exemplaires. En 1961, une série de « Mandrake » allégés furent produits pour servir de drones-cibles à haute altitude. Le Yak-25RV-I fut utilisé comme une cible pilotée pour l'entraînement non-armé à l'interception. Le Yak-25RV-II était, lui, un drone contrôlé à distance.
483 exemplaires du Yak-25 furent produits dans l'usine de Saratov, près de la Volga, dont 406 Yak-25M et 10 appareils de reconnaissance Yak-25R. À ces appareils s'ajoutent 155 exemplaires de la version de reconnaissance à haute-altitude Yak-25RV.

## Histoire opérationnelle
Le Yak-25 fut présenté pour la première fois à Touchino en juillet 1955, et reçut la désignation OTAN « Flashlight-A ». Ces appareils commencèrent ensuite à équiper les unités de défense aérienne au cours de la même année. Ils étaient considérés comme étant faciles à piloter et étaient populaires auprès des équipages. L'appareil était toutefois assez sujet aux casses moteurs, essentiellement à cause de leur position basse lorsque l'appareil était au sol, ce qui devenait problématique lorsque la piste n'était pas exempte de débris. Toutefois, grâce à la conception à deux moteurs de l'avion, ces casses n'étaient que rarement fatales pour les équipages.
Le retrait du service des Yak commença en 1963, les derniers intercepteurs étant retirés en 1967. La version de reconnaissance « Mandrake » servit, elle, dans ses différents rôles jusqu'à la fin des années 1970. Comme beaucoup d'autres intercepteurs de la PVO de l'époque de la Guerre froide, le Yak-25M ne fut pas exporté dans un pays du Pacte de Varsovie ou une autre nation.
Il y eut, dans l'Histoire, un autre appareil qui reçut la désignation de Yak-25. Il s'agissait d'un prototype de chasseur léger de 1947. Après avoir perdu la compétition face aux MiG-15 et Lavotchkine La-15, le premier programme Yak-25 (en) fut abandonné et la désignation fut réutilisée pour un nouvel intercepteur.

## Versions

### Versions principales
- Yak-25 : (en russe : « Як-25 ») Première version de production, équipée du radar RP-1D « Izumrud ». 67 appareils construits ;
- Yak-25B : (en russe : « Як-25V ») Version de production envisagée du prototype de bombardier nucléaire tactique Yak-125 ;
- Yak-25M : (en russe : « Як-25M ») Version de production de base, dotée de quelques améliorations mineures, de moteurs AM-5A améliorés et du nouveau radar RP-6 « Sokol ». 406 appareils produits ;
- Yak-25MG : (en russe : « Як-25MГ ») Yak-25M rééquipés avec le système « Gorizont-1 », pour leur permettre d'être commandés (par l'intermédiaire du pilote automatique) par des stations au sol pour les missions d'interception ;
- Yak-25RV : (en russe : « Як-25РВ ») Version de reconnaissance à haute altitude, avec une nouvelle aile plus grande et des packs de caméras et de capteurs dans le fuselage. Certains exemplaires auraient conservé l'un de leurs deux canons ;
- Yak-25RR : (en russe : « Як-25РP ») Yak-25RV équipés de capteurs spécialisés pour la surveillance de contaminations radioactives ;
- Yak-25RRV : (en russe : « Як-25РPB ») Yak-25RV équipés de capteurs spécialisés pour les missions de type SIGINT ;
- Yak-25RV-I : (en russe : « Як-25РВ-I ») Cible pilotée pour l'entraînement non-armé à l'interception ;
- Yak-25RV-II : (en russe : « Як-25РВ-II ») Drone-cible contrôlé à distance pour l'entraînement à l'interception avec tirs réels.

### Prototypes et projets affiliés au Yak-25
- Yak-2AM-11 : (en russe : « Як-2AM-11 ») Projets d'appareils de reconnaissance et de reconnaissance tactique, propulsés par deux turboréacteurs Mikouline AM-11 (désignés ensuite Toumanski R-11). Ces projets furent annulés car la production de R-11 fut réservée au MiG-21 ;
- Yak-13 : (en russe : « Як-13 ») Prédécesseur immédiat du Yak-120, ré-employant la désignation d'un avion de liaison léger de 1946. Il ne fut pas construit ;
- Yak-25K : (en russe : « Як-25К ») Yak-25M dépourvu de canons, équipés du système d'arme Yak-25K-5, composé du radar « Izumrud » et de quatre missiles à guidage par faisceau (en) RS-1U sous les ailes à l'intérieur des nacelles des moteurs. Un petit nombre furent produits ;
- Yak-25K-7L : (en russe : « Як-25К-7Л ») Yak-25M transformé en banc d'essais pour le missile K-7L. Ce missile n'est pas entré en service et la version de l'appareil a été abandonnée ;
- Yak-25K-75 : (en russe : « Як-25К-75 ») Yak-25M transformé en banc d'essais pour le missile K-75. Ce missile n'est pas entré en service et la version de l'appareil a été abandonnée ;
- Yak-25K-8 et Yak-25SK-8 : (en russe : « Як-25SК-8 ») Deux Yak-25 convertis en bancs d'essais d'armements, équipés de deux missiles K-8. Deux Yak-25S furent également modifiés pour des essais d'emport de ce missile. Le projet fut abandonné en faveur du Yak-28P à venir ;
- Yak-25L : (en russe : « Як-25Л ») Appareil modifié en banc d'essais de siège éjectable (en russe : « Летающая лаборатория », « letayuschchaya laboritoriya », « Laboratoire volant ») ;
- Yak-25MR : (en russe : « Як-25MP ») Prototype d'avion de reconnaissance pour la marine (en russe : « Mорское Pазведки », « morskoy razvedki », « Intelligence, Maritime ») ;
- Yak-25MSh : (en russe : « Як-25МШ ») Prototype de drone-cible radiocommandé. Il ne fut pas produit, mais de nombreux appareils en fin de service furent convertis en drones, sans pour autant recevoir la désignation MSh ;
- Yak-25PA : (en russe : « Як-25ПA ») Version d'interception de ballons à haute altitude dérivée du Yak-25RV, restée au stade de prototype (en russe : « Перехватчик ?? », « perekhvahtchik aerostahtov », « Intercepteur de ballons ») ;
- Yak-25R : (en russe : « Як-25P ») Version de reconnaissance, dotée d'un nez vitré pour un second membre d'équipage (navigateur/observateur) et de deux caméras. Ces avions étaient armés de canons de 23 mm. Seulement 10 avions de préproduction furent construits ;
- Yak-26 : (en russe : « Як-26 ») Développement du Yak-25 en un bombardier nucléaire tactique. 9 avions produits ;
- Yak-120M : (en russe : « Як-120M ») Yak-120 re-motorisé avec des Mikouline AM-9A (AM-5 avec un premier étage de compresseur supplémentaire, une chambre de combustion annulaire contenant les tubes à flamme indépendants, et une postcombustion). L'avion disposait aussi d'améliorations de l'avionique et de l'armement ;
- Yak-120MF : (en russe : « Як-120MФ ») Yak-120M converti en banc d'essais pour le moteur RD-9F ;
- Yak-122 : (en russe : « Як-122 ») Prototype d'avion de reconnaissance tactique développé à partir du Yak-25 et du projet Yak2AM-11, propulsé par deux réacteurs RD-9F. Cet avion a été converti en prototype du Yak-27R de reconnaissance tactique ;
- Yak-123 : (en russe : « Як-123 ») Prototype du bombardier nucléaire tactique Yak-26 ;
- Yak-125B : (en russe : « Як-125Б ») Désignation de l'OKB pour le prototype du Yak-25B de frappe nucléaire tactique. Il emportait une charge spéciale désignée « spetspodveska » ;
- Yak-SM-6 : (en russe : « Як-CM-6 ») Désignation de deux exemplaires de production du Yak-25 modifiés pour tester le missile air-air K6. Le missile fut annulé et les appareils utilisés pour d'autres tâches.

## Caractéristiques (Yak-25)

### Caractéristiques générales
- Équipage : deux
- Longueur : 15,67 m
- Envergure : 10,94 m
- Hauteur : 4,4 m
- Surface alaire : 28,94 m2
- Poids à vide : 5 675 kg
- Poids en charge : 8 675 kg
- Masse max. au décollage : 9 450 kg
- Motorisation : 2 turboréacteurs Mikouline AM-5 (RD-5A) 23 kN chacun

### Performances
- Vitesse maximale : 1 090 km/h
- Rayon d'action : 2 700 km avec réservoir externe (1 687 km)
- Plafond de service : 15 200 m
- Taux de montée : 1 800 m/min
- Charge alaire : 327 kg/m2
- Poussée / poids : 0,53

### Armement
- Fixe : 2 canons Nudelman NL-37 de 37 mm (50 coups chacun)

### Équipement
- Radar RP-6 « Sokol » pour les versions d'interception.

### Développement lié
- Yakovlev Yak-26
- Yakovlev Yak-27
- Yakovlev Yak-28

### Aéronefs comparables
- Avro Canada CF-100
- Gloster Javelin
- F-89 Scorpion
- F-94 Starfire
- Sud Aviation Vautour
- Lavotchkine La-200